# British North Borneo Herald

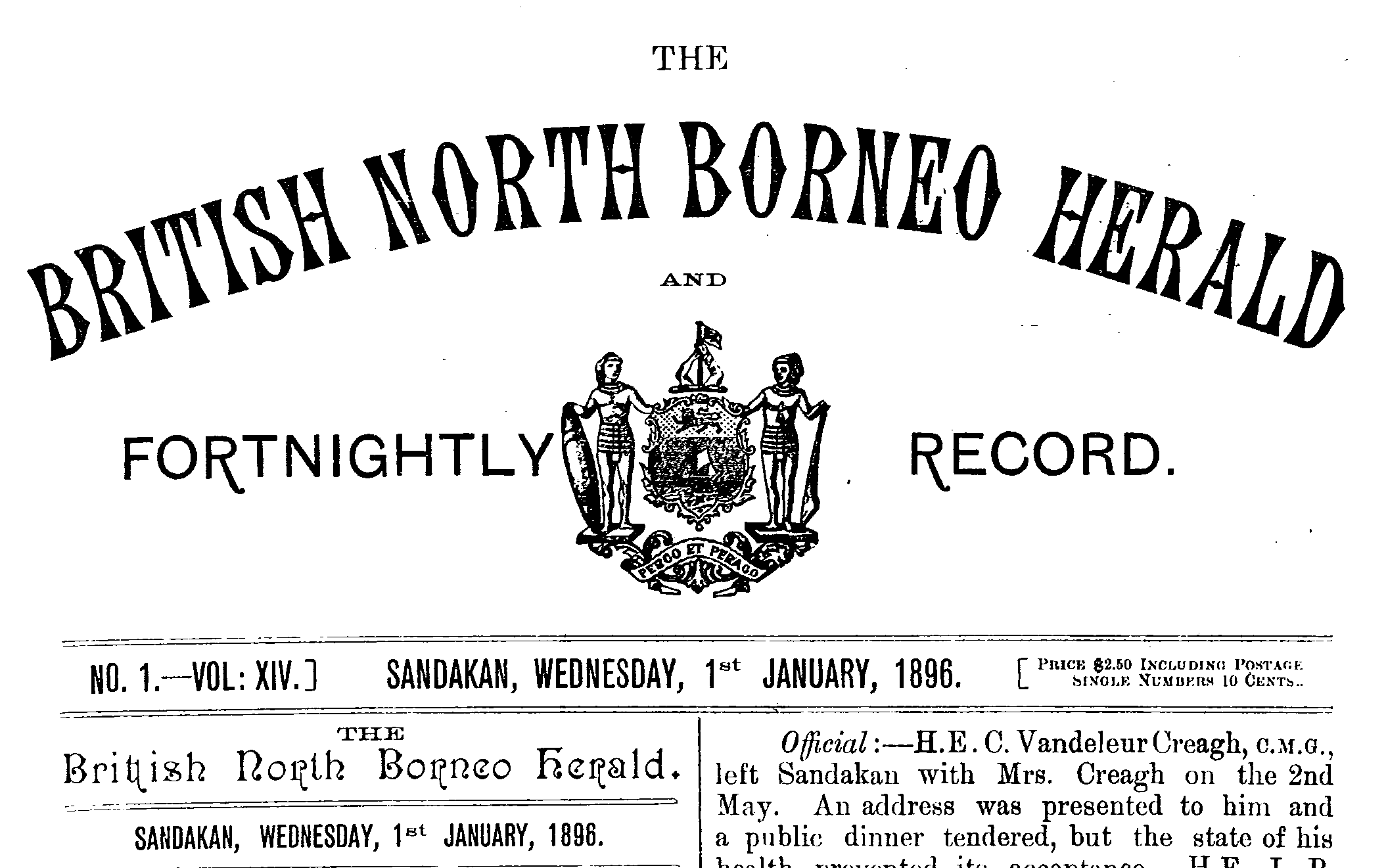
Der Herald, Titelgraphik ab dem 1. Januar 1896 nach Umstellung auf 14-tägliches Erscheinen

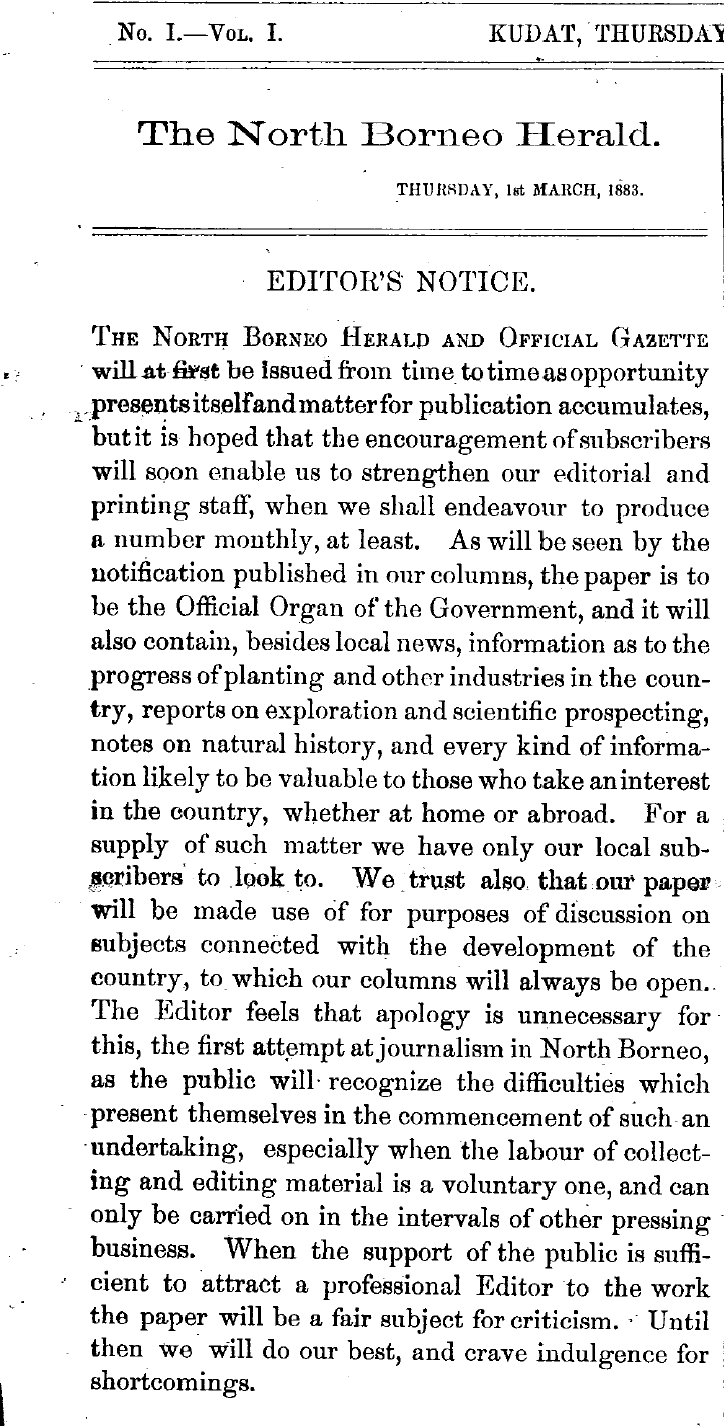
Editors Notice der Erstausgabe am 1. März 1883

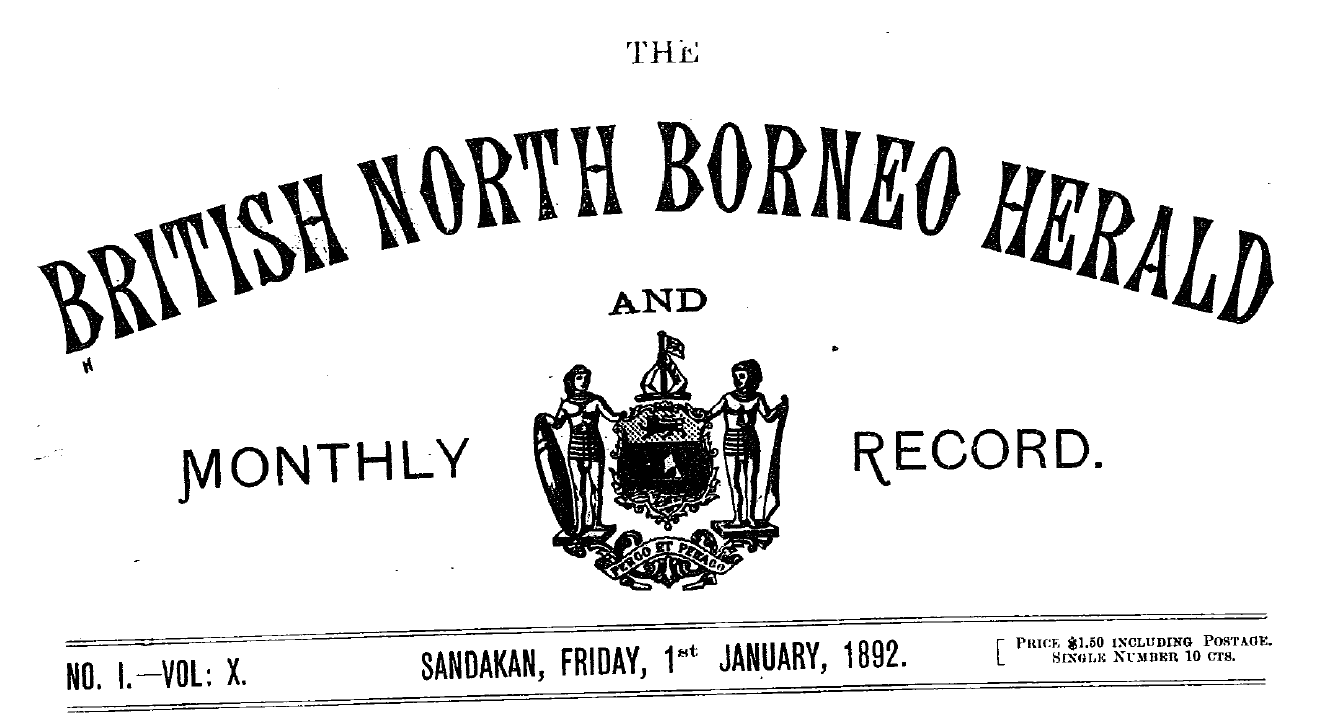
Titelgraphik ab dem 1. Januar 1892

Der British North Borneo Herald (BNBH) war eine periodisch erscheinende Zeitschrift in Britisch-Nordborneo, die von 1883 bis 1941 von der Regierung Nordborneos unter verschiedenen offiziellen Bezeichnungen herausgegeben wurde.

## Geschichte
Nach dem Inkrafttreten der Royal Charter für die North Borneo Chartered Company am 1. November 1881 stand die Gesellschaft vor der Aufgabe, eine funktionsfähige Regierungsstruktur für das erworbene Gebiet zu schaffen. Die vom Court of Directors, dem höchsten Verwaltungsgremium der Gesellschaft in London, gefassten Beschlüsse bedurften sowohl einer effizienten Verbreitung innerhalb der Verwaltungseinheiten in Nordborneo, als auch unter den Teilhabern und Investoren der Gesellschaft.
Aus diesem Grund erschien am 1. März 1883 in Kudat – der damaligen Hauptstadt Nordborneos – die erste sechzehnseitige Ausgabe der periodisch erscheinenden Zeitschrift The North Borneo Herald and Official Gazette.
Für die monatliche Herausgabe der Zeitung sowie den Druck in der Dent Road No. 1 zeichnete Thomas J. Keaughran, ein ehemaliger Reporter der Straits Times verantwortlich. Der Einzelpreis betrug 10 Cent, das Jahresabonnement 1,50 Straits-Dollar.
1883 wurde Sandakan anstelle von Kudat zur Hauptstadt erhoben und „Der Herald“, wie er landläufig genannt wurde, verlegte seinen Erscheinungsort ebenfalls dorthin. Redaktion und Druck des Herald lagen von 1885 bis 1891 bei W. J. Rozario.
Ab 1. Januar 1896 stellte der Herald auf vierzehntägliches Erscheinen um. Der Preis pro Ausgabe lag dabei immer noch bei 10 Cent, während das Jahresabonnement inklusive Postzustellung auf 2,50 Straits-Dollar gestiegen war.
Die letzte Ausgabe erschien 1941. Im Januar 1942 begann die Invasion der japanischen Armee. Am 19. Januar 1942 marschierten die Japaner in Sandakan ein und journalistische Tätigkeiten waren mit sofortiger Wirkung untersagt. Mit dem Erlöschen der Geschäftstätigkeit der North Borneo Chartered Company am 26. Juni 1946 war auch das Schicksal des Herald besiegelt, während die Official Gazette als Mitteilungsblatt der Britischen Kolonialregierung noch bis 1963 weiter bestand.

## Namensänderungen
Obwohl der Herald in der Regel als British North Borneo Herald zitiert wird, erfuhr seine offizielle Bezeichnung verschiedene kleinere Namensänderungen:
- British North Borneo Herald and Official Gazette[3]
- British North Borneo Herald and Monthly Record (ab 1. Januar 1892)[Anm. 2]
- The British North Borneo Herald And Fortnightly Record (ab 1. Januar 1896)

## Ausgliederung der Gesetzestexte

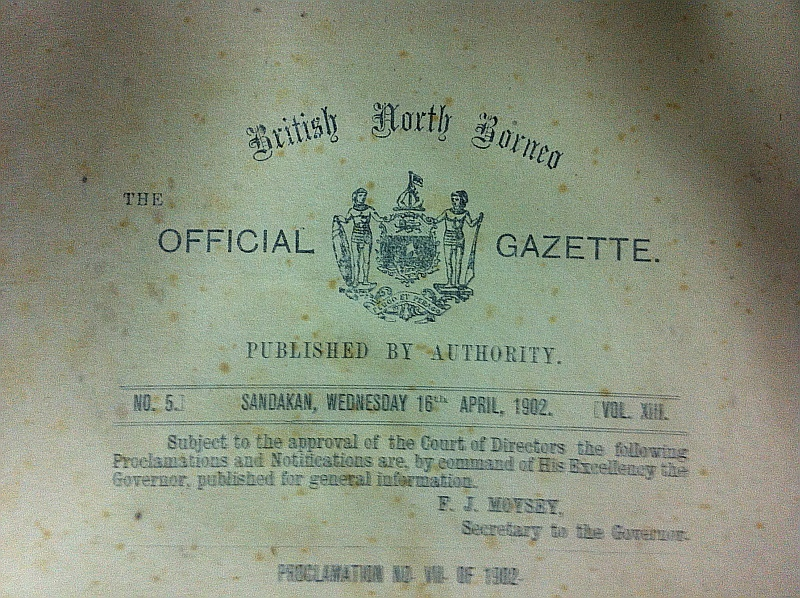
Ausschnitt aus dem Titelblatt der BNB Official Gazette vom 16. April 1902

Entsprechend der Intention eines regierungsamtlichen Nachrichtenorgans, waren Gesetzestexte und Verordnungen von Beginn an Teil des Herald gewesen. Noch in der Ausgabe des Herald 1. April 1885 wurden diese in einem eigenen Abschnitt „Gazette“ abgedruckt. Für die Ausgaben vom 1. Mai 1885 bis 1891 wurde ein Abschnitt „Official gazette“ eingerichtet. Danach wurde die British North Borneo Official Gazette als eigenständiger Regierungsanzeiger fortgeführt.

## Politische Ausrichtung
Als Periodikum der Regierung war der Herald keine neutrale Quelle, da er keinerlei Informationen publizierte, die in irgendeiner Weise dem Image der Regierung Nordborneos (in Form des Court of Directors in London) oder dem Aktienkurs der North Borneo Chartered Company abträglich waren. So findet man in keiner der Ausgaben Kommentare zu den Grabenkämpfen zwischen William Clarke Cowie und den in Nordborneo äußerst beliebten Gouverneuren Hugh Charles Clifford und Ernest Woodford Birch, die in beiden Fällen zum Rücktritt des Gouverneurs führten. Auch die Unzulänglichkeiten der North Borneo Railway, die katastrophale Fehleinschätzung hinsichtlich der Manganvorkommen an der Marudu Bay im Jahr 1907 und der Großbrand, der 1934 die Sägemühle der British Borneo Timber zerstörte, wurden mit keinem Wort erwähnt.

## Der Herald als Referenz
Archivausgaben des Herald finden sich heute in verschiedenen Bibliotheken Asiens und Europas. Unter den Periodica stellt der Herald zusammen mit The Straits Times und The Singapore Free Press and Mercantile Advertiser (1884–1942) die wichtigste Erkenntnisquelle für die Geschichtsforschung über Nordborneo und die North Borneo Chartered Company dar.
Umfassende Originalausgaben des Herald befinden sich z. B. in den Sabah State Archives und in der Staatsbibliothek von Singapur.
Im Gegensatz zu den anderen Zeitschriften ist der British North Borneo Herald zurzeit noch nicht öffentlich digital erschlossen.